# Grace Ingalls
Grace Pearl Ingalls Dow, född 23 maj 1877 i Burr Oak i Iowa, död 10 november 1941 i Manchester i South Dakota, var förebild till en av personerna i Lilla huset på prärien-böckerna. 

## Biografi
Ingalls föddes i Burr Oak i Iowa som femte och sista barnet till makarna Caroline och Charles Ingalls, samt yngre syster till författaren Laura Ingalls Wilder, som är bäst känd för böckerna om det Lilla huset på prärien. 
Dow utbildade sig till lärare och undervisade i staden Manchester i South Dakota, några mil väster om De Smet, där hennes familj hade slagit sig ner. (Manchester utplånades av en tromb den 24 juni 2003 och återuppbyggdes inte.) Den 16 oktober 1901 gifte hon sig med Nathan William Dow i salongen hemma hos sina föräldrar i De Smet. Paret fick inga barn.
Dow ägnade viss tid åt journalistik, liksom hennes äldre syster Carrie, i egenskap av frilansjournalist för flera lokala tidningar, senare i sitt liv. Efter föräldrarnas död (Caroline dog 1924), tog Grace tillsammans med systern Carrie hand om sin äldre syster Mary, som var blind. Mary Ingalls bodde först med Grace och sedan med Carrie.
Dow dog av komplikationer av diabetes i Manchester 1941 vid 64 års ålder. Diabetes fanns i familjen Ingalls, och Laura, Carrie och Grace dog alla så småningom av komplikationer på grund av sjukdomen. Dow, som var yngst var dock det första av syskonen Ingalls att avlida av sjukdomen. Grace Ingalls Dow är begravd på De Smet Cemetery tillsammans med sina föräldrar och syskon.
Grace Ingalls porträtteras i både Lilla huset på prärien-böckerna och i filmatiseringarna av böckerna. I TV-serien Lilla huset på prärien gestaltas hon av Brenda och Wendi Turnbaugh och i filmen Beyond the Prairie: The True Story of Laura I från 2000 spelas hon av Courtnie Bull och Lyndee Probst.